# Экстериорика
Экстериорика (от лат. exter — внешний, иноземный) — совокупность печатных произведений, изданных за пределами государства, но определённым образом связанных с данной страной или нацией.
К экстериорике относятся следующие категории произведений:
- произведения, изданные на государственном языке, но за пределами государства;
- произведения авторов, связанных со страной или нацией своим происхождением;
- произведения, изданные за границей государства, посвящённые данному государству или нации вне зависимости от языка публикации и происхождения автора.

Библиография экстериорики ведётся отдельно от государственной библиографии, дополняет государственный библиографический учёт печатной продукции и является частью национальной библиографии.
Учёт русскоязычной экстериорики (как наряду с государственными изданиями, так и отдельно) был начат в период СССР. Наиболее полными являются следующие собрания: «Международный сводный каталог русской книги, 1918—1926 гг.» (в электронной и печатной форме), база данных «Книги на русском языке, изданные за рубежом, 1927—1991 гг.», многотомный указатель «Библиография русской библиографии» (за 1917—1945 гг.). Экстериорика в отношении ряда государств получила свои собственные названия: россика — для России, украиника — для Украины и т. д.